# Vertrag von Yandaboo
Als Vertrag von Yandaboo wird der Friedensschluss zwischen dem Reich der Ava (unter König Bagyidaw) und der Britischen Ostindien-Kompanie bezeichnet. Jener regelte unter anderem die Eingliederung des südostasiatischen Gebietes Arakan ins Britische Protektorat. Die Unterzeichnung erfolgte am 24. Februar 1826.

## Vorgeschichte
Nach dem Einfall der Konbaung-Dynastie in Arakan und den darauffolgenden Verbrechen am Volk der Arakan, kam es zu gewaltigen Flüchtlingsströmen in die angrenzenden britischen Kolonien. Dadurch sahen die Briten die Chance gegeben, militärisch zu intervenieren. Dabei hatte die Britische Ostindien-Kompanie, aufgrund überlegener Waffen und Ausbildung, einen gewaltigen Vorteil gegenüber den Truppen des neuen birmanischen Königs Bagyidaw und erreichten ohne große Verluste den Friedensschluss am 24. Februar 1826. Unterzeichner des Vertrages waren John Crawfurd, als Gesandter der Britischen Ostindien-Kompanie, und Bagyidaw, als König von Ava. Nach der Unterzeichnung erfolgte der sofortige Abzug der unterlegenen Truppen der Ava aus dem Gebiet.

## Inhalt
Im Vertrag von Yandaboo wurde festgelegt, dass:
1. die vertriebene Bevölkerung des betreffenden Gebietes (Arakan) ins Land zurückgeführt wird.
2. das Gebiet in das Britische Protektoratsgebiet eingegliedert wird.
3. der ehemalige Grenzverlauf (Paung-Kun-Linie) anerkannt wird.
4. Lord Perceval Winterbutten als Übergangsverwalter des entsprechenden Gebietes eingesetzt wird.
5. alle zehn Jahre 2000 Männer für die Armee der Britischen Ostindien-Kompanie bereitgestellt werden. (Dies erfolgte jedoch nur einmalig 1836 mit 1953 Mann.)

## Folgen
Da die Briten als Befreier des arakanischen Volkes auftraten und das Gebiet infrastrukturell und wirtschaftlich modernisierten, gelang ihnen eine gesicherte Herrschaft, bis zur Unabhängigkeit Birmas 1948 (Myanmar).